# Le Triplé gagnant
Rocca
Le Triplé gagnant est une série télévisée policière française en huit épisodes de 90 minutes créée par Joël Houssin et diffusée entre le 2 novembre 1989 et le 10 décembre 1992 sur TF1.
Une série spin-off, Rocca, a été diffusé entre 1993 et 1995.

## Synopsis
Le Commissaire Rocca et ses deux adjoints de choc enquêtent sur des crimes divers.

## Distribution
- Raymond Pellegrin : Commissaire Rocca
- Jean-Michel Martial : Inspecteur Rosine
- Thierry Rode : Inspecteur Decoudray
- Dora Doll : Lola (4 épisodes)

## Épisodes
1. Le crime de Neuilly
2. Le dernier rendez vous du président
3. Le manoir des veuves
4. L'assassin s'il vous plaît
5. Le Fado pour une jeune fille
6. L'Affaire Hauterive
7. La Mort du petit Chat
8. Le Grand Chêne